# Fábio (cantor)
Juan Senon Rolón (Horqueta, 9 de fevereiro de 1946) mais conhecido simplesmente como Fábio, é um cantor, compositor e produtor de vinhetas paraguaio radicado no Brasil.

## Biografia
Nascido em Horqueta, no Paraguai, seu primeiro trabalho no Brasil foi como compositor de "Socorro Nosso Amor Está Morrendo", gravada por Wanderley Cardoso. Animado por esse trabalho mudou definitivamente para o Brasil. 
Juan aos 20 anos em 1966 no programa Alegria dos Bairros da Rede Record, usava o nome artístico Juanito, no ano seguinte conhece Carlos Imperial, que o convenceu a trocar de nome, passando a ser Fábio.
Nessa época conheceu Tim Maia, que havia morado um tempo nos Estados Unidos, apresentou a Fábio a soul music, Fábio ouviu Tim cantar "Wonderfull World" de Sam Cooke e ficou bastante impressionado com estilo, até então o cantor estava habituado com canções paraguaias e o iê-iê-iê.
Seu primeiro single foi a canção psicodélica "Lindo Sonho Delirante" (LSD), composta em parceria com Carlos Imperial, a canção, gravada com a banda The Fevers, inspirada em Lucy in the Sky with Diamonds, dos Beatles, que faz alusão ao LSD, a capa do compacto simples trazia as Letras "LSD" logo acima do nome da canção, além de "Lindo Sonho Delirante", o compacto trouxe a canção "Reloginho".
Estourou nas paradas de sucesso com Stella, gravada em 1969 e composta em parceria com Paulo Imperial (irmão de Carlos Imperial). Com Tim Maia chegou a compor alguns sucessos, e ao longo da carreira gravou 23 discos, conquistando importantes prêmios.
Também é conhecido por gravar vinhetas para a Rádio Globo do Rio de Janeiro, em que diz, com eco, o nome da emissora, precedido de um assovio; e dos times cariocas de futebol. Todas essas vinhetas até hoje estão no ar.
Em 2007, Fábio publicou o livro "Até Parece Que Foi Sonho - Meus 30 anos de Amizade e Trabalho com Tim Maia".
Atualmente reside na cidade do Rio de Janeiro.